# Guatteria viridiflora
Guatteria viridiflora este o specie de plante angiosperme din genul Guatteria, familia Annonaceae, descrisă de Hipólito Ruiz López, Pav. și George Don jr. Conform Catalogue of Life specia Guatteria viridiflora nu are subspecii cunoscute.